# فيلا الصومال
فيلا الصومال ((بالصومالية: Madaxtooyada Soomaaliya)) القصر الرئاسي في العاصمة الصومالية مقديشو، يتضمن مكتب رئيس الصومال.

## التاريخ
بُني القصر الرئاسي على طراز زخرفي من قبل السلطات الاستعمارية في الصومال الإيطالية، ليكون بمثابة مقر إقامة للحكام.
بُنيت فيلا الصومال (التي كانت تسمى في الأصل Villa del Viceré عند افتتاحها في أكتوبر 1936) على منطقة مرتفعة تطل على مقديشو الواقعة على ساحل المحيط الهندي، مع إمكانية الوصول إلى كل من الميناء والمطار. وكان المبنى في الأصل عبارة عن مبنى كبير مربع الشكل استخدم في بناء جدرانه الجص وأسقفه من القرميد.
واتخذ القصر موقا في الحي الجديد من المدينة (الذي طوره الإيطاليون في أواخر الثلاثينيات) وكان رمزًا مشهورًا للعمارة الحديثة.
بعد الاستقلال في عام 1960، أصبح المبنى القصر الرئاسي لرئيس جمهورية الصومال. بعد اندلاع الحرب الأهلية والإطاحة بحكومة سياد بري في أوائل التسعينيات، حارب العديد من قادة الفصائل المحلية للسيطرة على المقر ونصبوا أنفسهم حكاما فيه.
في 8 يناير / كانون الثاني 2007، تمكن رئيس الحكومة الاتحادية الانتقالية عبد الله يوسف أحمد من السيطرة على مقديشو للمرة الأولى منذ انتخابه رئيسا انتقاليا. وانتقلت الحكومة بعد ذلك إلى فيلا الصومال من مقرها المؤقت في بيدوا .
يعتبر القصر مكتب رئيس الصومال الحالي حسن شيخ محمود.

## رئيس طاقم الخدمة
عين الرئيس الصومالي السابق محمد عبد الله فرماجو فهد ياسين في منصب رئيس طاقم الخدمة في فيلا الصومال  في أبريل 2017.
في 8 سبتمبر 2021، عين فرماجو عبدي سعيد موسى علي رئيسًا لطاقم فيلا الصومال، وكان مستشارًا للأمن القومي للرئيس قبل ذلك.

## روابط خارجية
- فيديو لفيلا الصومال عام 1991
- فيلا الصومال على تويتر